# Cercozoa
Los  cercozoos  (Cercozoa) son un filo de protistas que incluye a organismos muy diversos tales como ameboides y flagelados que se alimentan por medio de filopodios (seudópodos filiformes), un grupo de algas unicelulares y algunos protistas parásitos previamente considerados hongos. Algunos miembros tienen células desnudas mientras que otros presentan recubrimientos de escamas o placas silíceas u orgánicas. Se conocen unas 500 especies de cercozoos y son un componente principal en ambientes marinos, agua dulce y especialmente de los ecosistemas terrestres. La unidad del grupo está respaldada por estudios genéticos y junto a foraminíferos y radiolarios, que son ameboides con complejos caparazones, constituyen el supergrupo Rhizaria.

## Características
Cercozoa es un grupo diverso que incluye organismos amoeboides, flagelados y amoeboflagelados, que habitan en el suelo, agua dulce y en hábitats marinos, tanto planctónicos como bentónicos. De hecho, son tan comunes en el suelo que pueden llegar a representar la mitad de la biomasa de los protistas en estos ecosistemas. La mayoría son heterótrofos, alimentándose de partículas orgánicas, bacterias y otros protistas, así como algunos parásitos obligados. Adicionalmente, dos grupos contienen cloroplastos. 
En general, son biflagelados y/o ameboides con formas que varían entre bilateral, radial y asimétrica. Algunos miembros como Gromia pueden llegar a alcanzar varios milímetros de diámetro, lo que es mucho para un organismo unicelular. Los ameboides en general presentan filopodios (por ejemplo, Euglypha y Placocista), axopodios (por ejemplo, Clathrulina y Hedriocystis) y existe una forma con lobopodios (Partenskyella glossopodia). Aunque la mayoría de las formas tienen dos flagelos, usualmente batiendo de forma diferente (uno dirigido hacia delante y el otro hacia atrás), algunos miembros poseen uno o cuatro. Estos flagelos proporcionan la natación a los organismos planctónicos y les facilitan la locomoción por deslizamiento (reptación sobre el sustrato) a los bentónicos.
Algunos grupos presentan células desnudas, mientras que otros presentan endoesqueletos o recubrimientos de escamas, testas, tecas o paredes celulares (de una o varias capas), por ejemplo, Gromia, Ebriida, Imbricatea y Thecofilosea. En los organismos con cubierta rígida, los seudópodos salen a través de una abertura del caparazón, y son utilizados de forma activa en la fagocitosis. La mayoría de los cercozoos son unicelulares y uninucleados, sin embargo también existen formas multinucleadas o plasmodios. Los cinetosomas están conectados al núcleo por el citoesqueleto y algunos presentan microcuerpos y extrusomas. La mayoría presentan mitocondrias con crestas tubulares, aunque otros presentan otros tipos de crestas. Las especies que habitan en agua dulce o el suelo frecuentemente presentan vacuolas contráctiles. Algunas especies pueden formar quistes.
Cloroplastos con clorofilas a y b están presentes en dos grupos, Chlorarachnea y Paulinella chromatophora.  Los cloroplastos de Chlorarachnea están rodeados por cuatro membranas y poseen un nucleomorfo, por lo que se supone son resultado de la endosimbiosis secundaria de un alga verde. El caso de P. chromatophora es muy especial: estudios recientes sugieren que sus cloroplastos son el resultado de una endosimbiosis primaria de una cianobacteria. Es el único caso conocido de obtención de cloroplastos por endosimbiosis primaria, aparte del que dio origen a Archaeplastida.

## Grupos

Testa de Gromia brunneri (Gromiidea).

Cyphoderia ampulla (Imbricatea)

Teca de Clypeolina marginata (Thecofilosea).

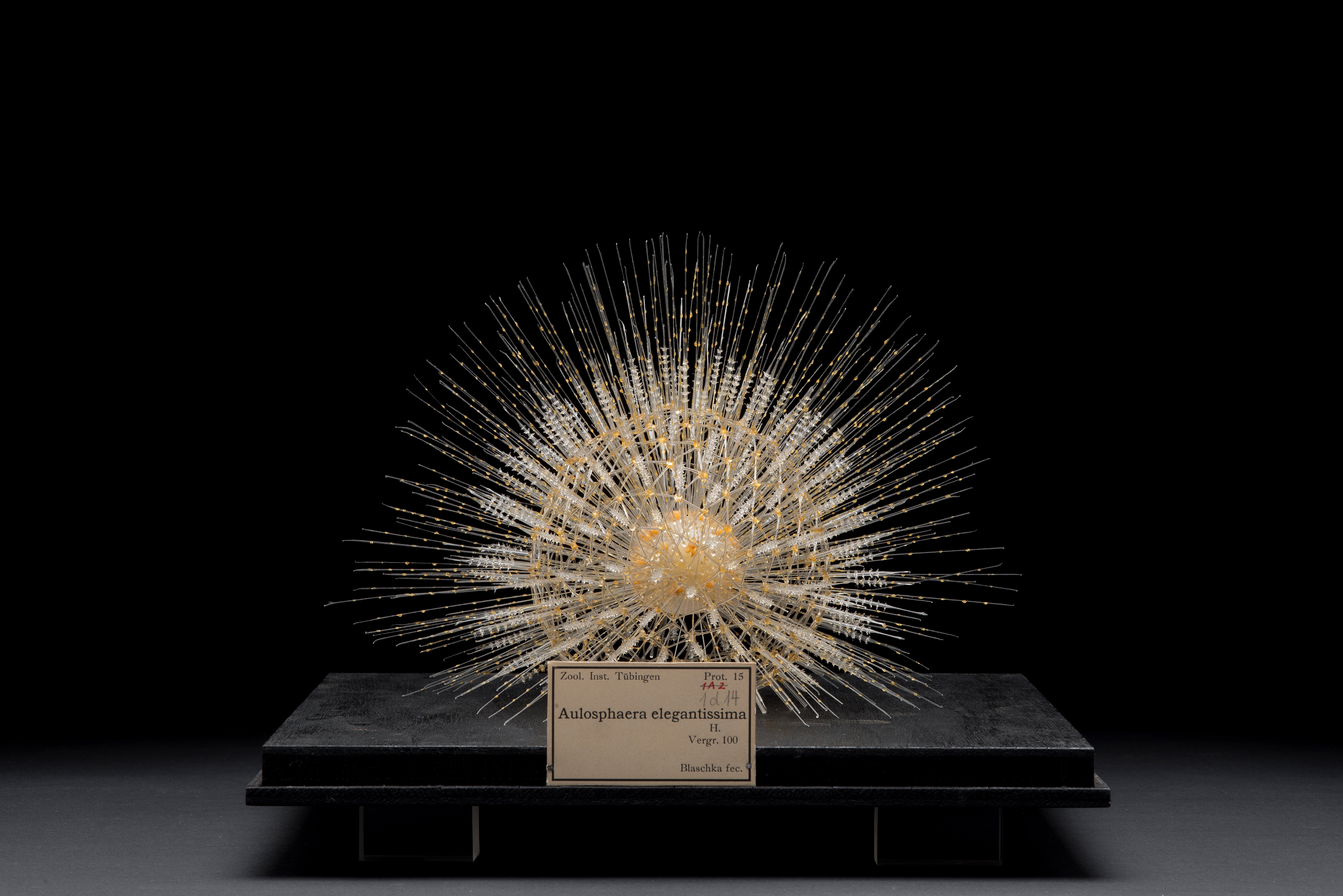
Axopodios radiales en un feodario (Thecofilosea).

Cercozoa comprende actualmente tres subfilos y once clases.

### Endomyxa
El subfilo Endomyxa se compone de varias grupos de ameboides de vida libre, fagotrofos o parásitos.
- Ascetosporea es un grupo de protistas parásitos de animales, especialmente de invertebrados marinos. Como su nombre indica, estos organismos producen esporas. La célula trófica generalmente es multinucleada.

- Gromiidea es un grupo de ameboides con filopodios ramificados o reticulopodios desnudos o con una testa opaca con una única abertura. Incluye, entre otros, a Gromia, un extenso género de ameboides marinos y de agua dulce, semejantes en forma a algunos foraminíferos y que pueden llegar a tener un gran tamaño, excediendo del milímetro de diámetro.

- Phytomyxea es un grupo de parásitos de las plantas que normalmente se desarrollan en el interior de las células vegetales, causando la infección del tejido que suele crecer formando un engrosamiento. Entre las enfermedades causadas por estos organismos están la hernia de la col y la roña de la patata, causadas, respectivamente, por especies de los géneros Plasmodiophora y Spongospora. La forma vegetativa es una célula multinucleada, denominada plasmodio.

- Vampyrellidea es un pequeño grupo de protistas con filopodios que carecen de caparazones. Son especies parásitas, algunas de las cuales se introducen en las células de algas y se alimentan de su interior, mientras que otras son parásitas de los hongos.

### Monadofilosa
El subfilo Monadofilosa comprende muchas amebas filosas (por ejemplo, euglífidos, tecofilósidos) y numerosos zooflagelados, en su mayoría móviles por deslizamiento sobre el sustrato y con frecuencia con fuerte tendencia seudopodial, a menudo filopodial.
- Imbricatea (= Silicofilosea) comprende organismos caracterizados por generar recubrimientos de escamas o placas silíceas, a menudo imbricadas. Incluye los cercozoos más conocidos: Euglyphida, amebas filosas que se encuentran comúnmente en el suelo, aguas ricas en nutrientes o sobre plantas acuáticas.

- Metromonadea agrupa organismos marinos biflagelados, móviles por deslizamiento y predadores de otros eucariotas. No tienen teca, pero su superficie presenta un recubrimiento de una o dos capas que puede extenderse hasta los flagelos.[9]

- Sarcomonadea incluye organismos biflagelados que generalmente se desplazan por deslizamiento sobre el sustrato con la ayuda de los flagelos. No presentan teca y a menudo son ameboides. Destaca el importante grupo Cercomonada, flagelados comunes en el suelo.

- Thecofilosea comprende amebas filosas caracterizadas por presentar una teca extracelular orgánica y sólida, a diferencia de la mayoría de otros cercozoos que suelen ser desnudos o tener escamas. Incluye entre otros, Tectofilosida, Phaeodaria (protozoos marinos que previamente eran considerados radiolarios) y un pequeño grupo de fagotrofos marinos, Ebriida.[10]

### Reticulofilosa
El sufilo Reticulofilosa incluye las algas cloraracneas así como seudoheliozoos que capturan presas mediante axopodios.  
- Chlorarachnea incluye unas extrañas amebas que forman una red reticulada y que se caracterizan por la presencia de cloroplastos presuntamente obtenidos por la endosimbiosis secundaria de un alga verde. Los cloroplastos poseen clorofilas a y b, están limitados por cuatro membranas y todavía poseen un núcleo vestigial, llamado nucleomorfo.

- Granofilosea incluye organismos caracterizados por presentar reticulopodios muy finos, ramificados o no, o bien axopodios radiados, a veces ramificados. En ambos casos estas estructuras contienen gránulos a intervalos regulares, lo que da nombre al grupo. Incluye, entre otros, Desmothoracida, un grupo de organismos que antes se consideraban heliozoos.

- Skiomonadea comprende actualmente únicamente el género Tremula, organismos biflagelados heterótrofos y fagotrofos con largos flagelos anterior y posterior que utilizan para deslizarse sobre el sustrato, y que no presentan una teca observable.

## Filogenia
Los análisis genómicos (Cavalier Smith et al. 2018 y Irwin et al. 2019) han sugerido que Cercozoa como sus subgrupos son monofiléticos siendo Endomyxa el grupo más basal:
|        | Endomyxa                                                        |
|        |                                                                 |
| Filosa | \| \| Reticulofilosa \| \| \| \| \| \| Monadofilosa \| \| \| \| |
|        | \| \| Reticulofilosa \| \| \| \| \| \| Monadofilosa \| \| \| \| |
|        | Reticulofilosa                                                  |
|        |                                                                 |
|        | Monadofilosa                                                    |
|        |                                                                 |

|  | Reticulofilosa |
|  |                |
|  | Monadofilosa   |
|  |                |

Se ha postulado que Reticulofilosa sería un grupo parafilético, estableciendo las siguientes relaciones (Bass et al. 2005-2009)ː

|        | Endomyxa                                                            |
|        |                                                                     |
| Filosa | \| \| Reticulofilosa (P) \| \| \| \| \| \| Monadofilosa \| \| \| \| |
|        | \| \| Reticulofilosa (P) \| \| \| \| \| \| Monadofilosa \| \| \| \| |
|        | Reticulofilosa (P)                                                  |
|        |                                                                     |
|        | Monadofilosa                                                        |
|        |                                                                     |

|  | Reticulofilosa (P) |
|  |                    |
|  | Monadofilosa       |
|  |                    |

Estudios en base al ADNr 18S, revelan que Endomyxa no constituye un clado y colocan a Phaeodaria como un grupo hermano del resto de Monadofilosa.
|              | Reticulofilosa                                                     |
|              |                                                                    |
| Monadofilosa | \| \| Phaeodaria \| \| \| \| \| \| otras monadofilosas \| \| \| \| |
|              | \| \| Phaeodaria \| \| \| \| \| \| otras monadofilosas \| \| \| \| |
|              | Phaeodaria                                                         |
|              |                                                                    |
|              | otras monadofilosas                                                |
|              |                                                                    |

|  | Phaeodaria          |
|  |                     |
|  | otras monadofilosas |
|  |                     |

|              | Reticulofilosa                                                     |
|              |                                                                    |
| Monadofilosa | \| \| Phaeodaria \| \| \| \| \| \| otras monadofilosas \| \| \| \| |
|              | \| \| Phaeodaria \| \| \| \| \| \| otras monadofilosas \| \| \| \| |
|              | Phaeodaria                                                         |
|              |                                                                    |
|              | otras monadofilosas                                                |
|              |                                                                    |

|  | Phaeodaria          |
|  |                     |
|  | otras monadofilosas |
|  |                     |

## Galería

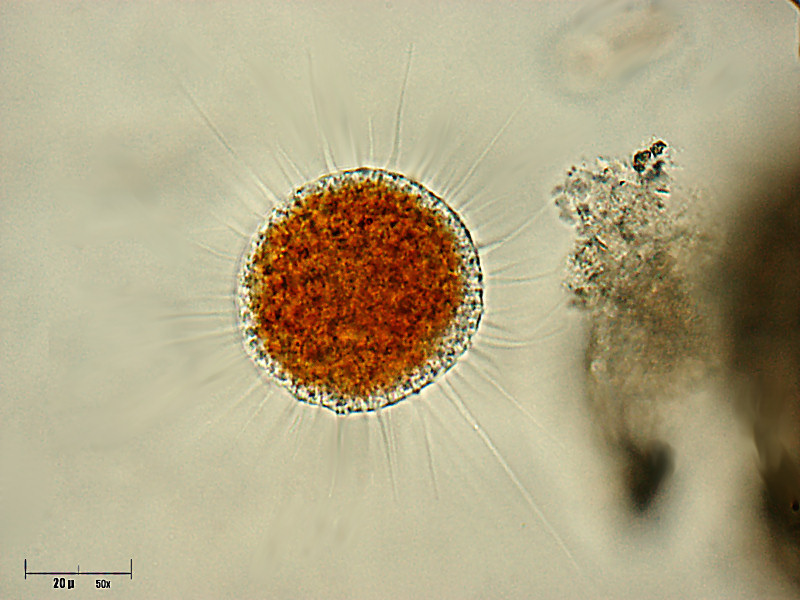
Vampyrella lateritia (Vampyrellidea)
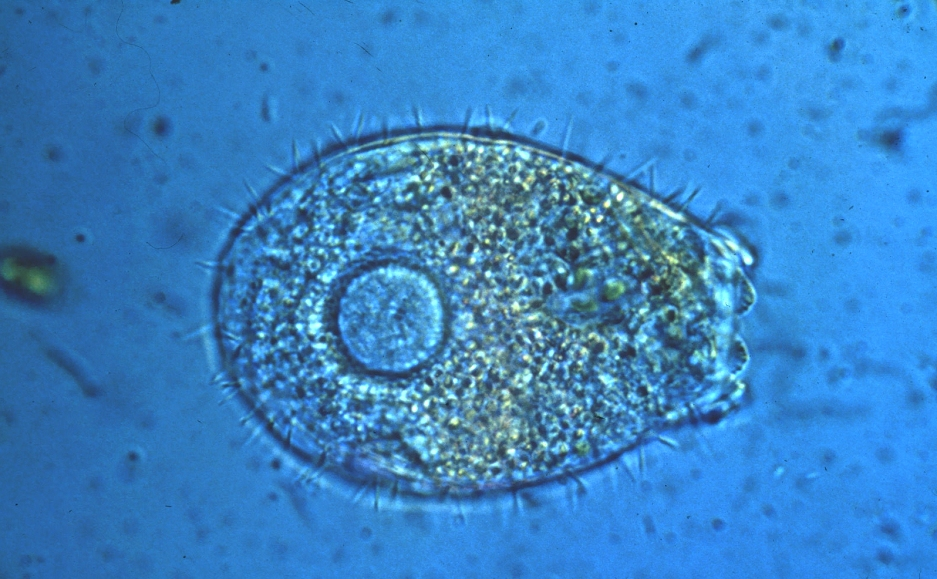
Euglypha (Euglyphida, Imbricatea)
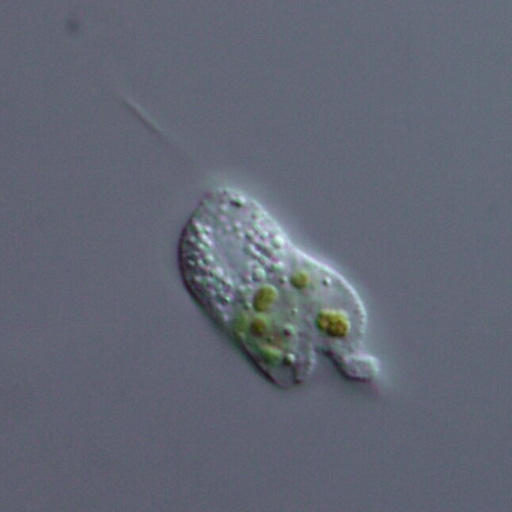
Cercomonas (Cercomonada, Sarcomonadea)
Amphitrema stenostoma (Thecofilosea)
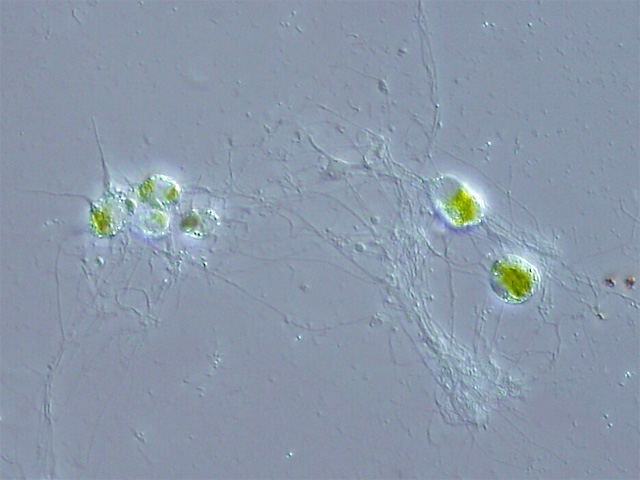
Chlorarachnion (Chlorarachnea)